# Repetiție
Repetiția este o figură de stil (procedeul artistic) care constă în folosirea de mai multe ori a aceluiași cuvânt sau a mai multor cuvinte, spre a întări o idee sau o impresie. În poezie, susține ritmul și cadența versurilor, iar în proză întărește imaginea.

## Exemple
Merge încet, încet spre școală
Vijelia vine, vine, vine... tot mai tare și mai tare
"O,ramai, ramai la mine ." (Mihai Eminescu, O,ramai...)
Doină, doină, cântec dulce! 
Când te-aud nu m-aș mai duce.
Doină, doină, vers cu foc!
Când răsuni eu stau pe loc.  (Mihai Eminescu, Doină)